# Liste der Naturdenkmale in Mandelbachtal
Die Liste der Naturdenkmale in Mandelbachtal nennt die auf dem Gebiet der Gemeinde Mandelbachtal im Saarpfalz-Kreis im Saarland gelegenen Naturdenkmale.

## Naturdenkmale
| Bild | Bezeichnung                 | Ort                                                               | Beschreibung           | Art | Nr.                            |
| ---- | --------------------------- | ----------------------------------------------------------------- | ---------------------- | --- | ------------------------------ |
| BW   | Rosskastanie Bliesmengen    | Mandelbachtal Bliesmengen-Bolchen 49° 9′ 36,4″ N, 7° 6′ 50,1″ O)  |                        |     | ND-320-SPK-MAN (ex: D 6.05.01) |
| BW   | Esche                       | Mandelbachtal Erfweiler-Ehlingen 49° 11′ 50,5″ N, 7° 10′ 54,9″ O) |                        |     | ND-321-SPK-MAN (ex: D 6.05.02) |
| BW   | Rosskastanie Ponsheimer Hof | Mandelbachtal Ormesheim 49° 10′ 58,6″ N, 7° 6′ 50,5″ O)           | vor dem Ponsheimer Hof |     | ND-322-SPK-MAN (ex: D 6.05.03) |